# Irabin de Baixo
Irabin de Baixo (Iarabin de Baixu, Ira Bin Craic, Irabin Kraik; naueti: Irabin Leterea; deutsch „Unter-Irabin“) ist ein osttimoresischer Suco im Verwaltungsamt Uatucarbau (Gemeinde Viqueque).

## Geographie

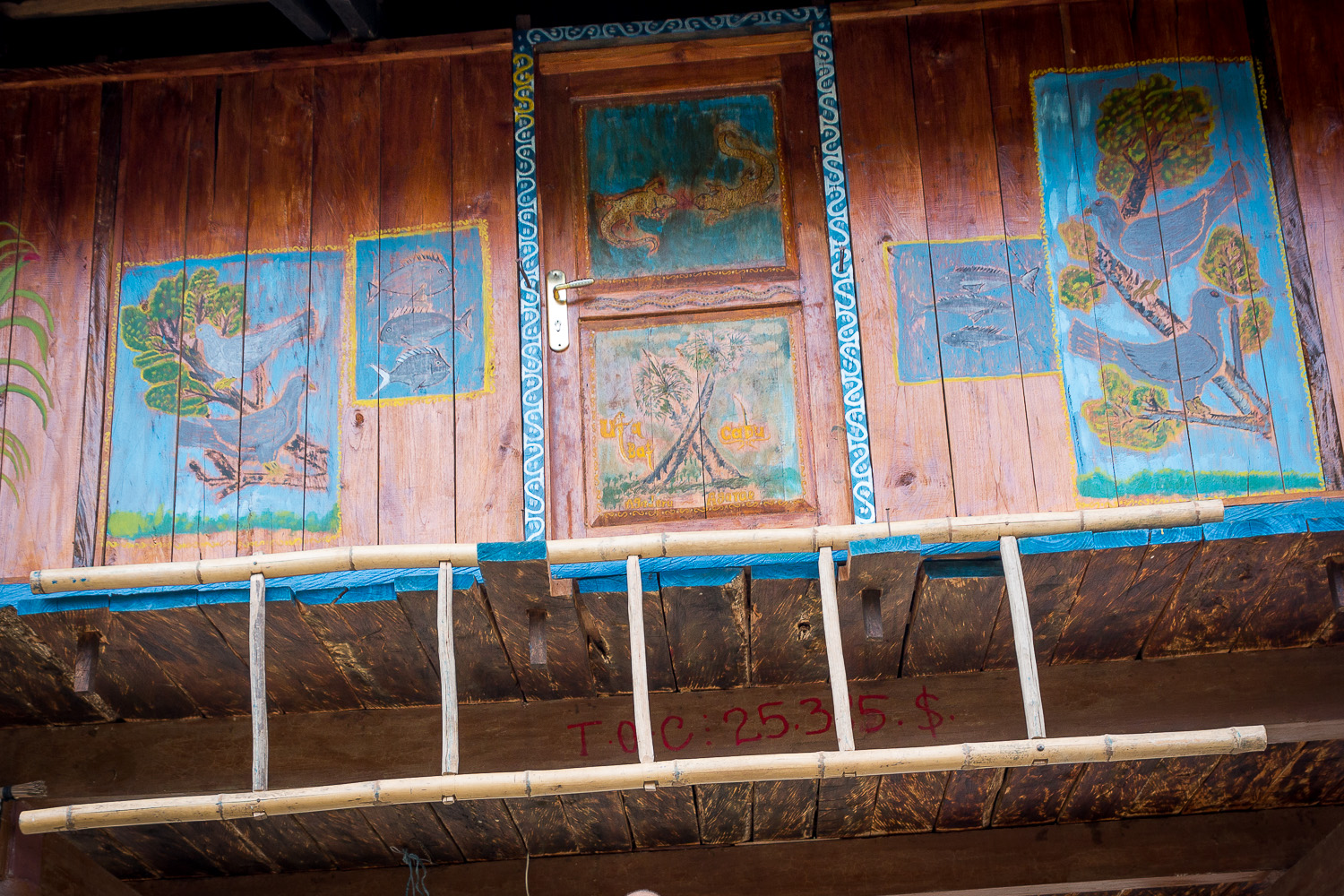
Malereien am heiligen Haus in Macausa

Vor der Gebietsreform 2015 hatte Irabin de Baixo eine Fläche von 24,68 km². Nun sind es 23,86 km². Der Suco liegt im Süden des Verwaltungsamts Uatucarbau an der Timorsee. Westlich befindet sich der Suco Uani Uma, nördlich die Sucos Afaloicai und Loi Ulo und nordöstlich der Suco Irabin de Cima. Im Südosten grenzt Irabin de Baixo an den zur Gemeinde Lautém gehörende Verwaltungsamt Iliomar mit seinem Suco Tirilolo. Durch Irabin de Baixo fließt der Fluss Uaidori. Die Grenze zu Lautém bildet der Fluss Irebere.
Durch den Süden führt die südliche Küstenstraße, eine der wichtigsten Verkehrswege des Landes. An ihr liegt Uatucarbau, das Verwaltungszentrum des Verwaltungsamts, das aus mehreren Ortsteilen besteht. Dies sind Irabin Letere (Irabin Letarea), Taradai (Taradae), Beturia (Betoria), Maraussa (Maka Ussa), Uatodere und Cailorodi. Weiter östlich liegt der Ort Taradiga. Von hier aus zweigt eine Überlandstraße von der Küstenstraße nach Norden. Im Nordwesten von Irabin de Baixo liegen die Dörfer Lacoloro Ho'o (Lacoloro Hoo, Lacoloroho), Maussoe und Uagabuta. An der Grenze zu Irabin de Cima liegt am Fluss Uaidori der Ort Bualale. Uatucarbau verfügt über zwei Grundschulen (eine davon die Escola Primaria Irabin), eine präsekundäre Schule, ein kommunales Gesundheitszentrum, eine Polizeistation und einen Hubschrauberlandeplatz.
Im Suco befinden sich die sieben Aldeias Beturia, Lacoloro Ho'o, Macaqui, Macausa, Taradai, Taradiga und Uatodere.

## Einwohner

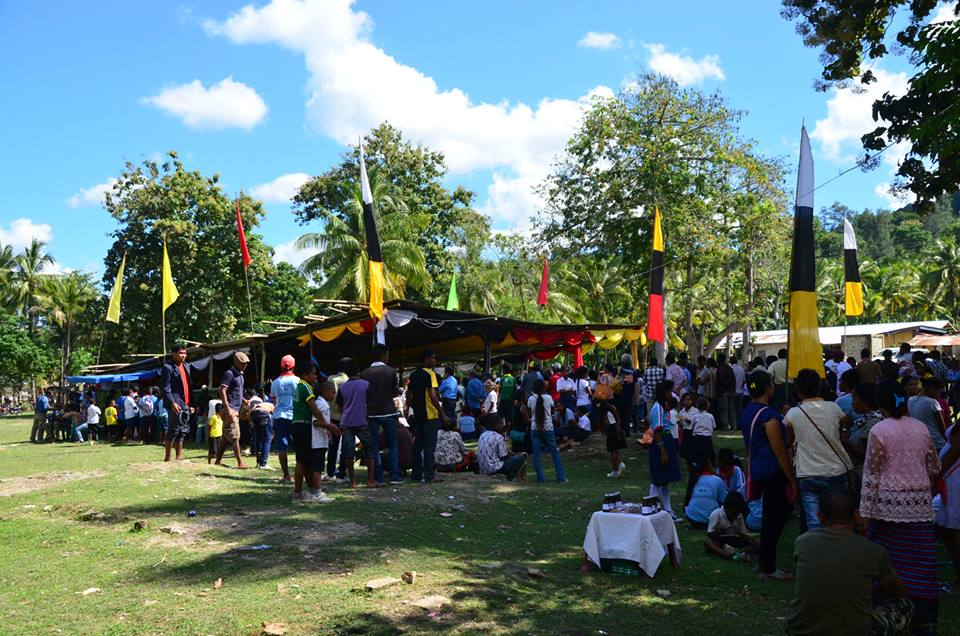
Festlichkeiten zum Besuch von Staatspräsident Taur Matan Ruak in Irabin de Baixo (2015)

In Irabin de Baixo leben 2.454 Einwohner (2022), davon sind 1.226 Männer und 1.228 Frauen. Im Suco gibt es 461 Haushalte. Fast 95 % der Einwohner geben Naueti als ihre Muttersprache an. Fast 3 % sprechen Tetum Prasa, kleine Minderheiten Tetum Terik oder Makasae.

## Geschichte
Bei der Besetzung der Region durch die Indonesier wurden in Irabin Leteria Häuser und Felder niedergebrannt und das Nutzvieh getötet. Hier gab es Ende 1979 ein indonesisches Lager für Osttimoresen, die zur besseren Kontrolle von den Besatzern umgesiedelt werden sollten.

## Politik
Bei den Wahlen von 2004/2005 wurde Marcal do Santos Carvalho zum Chefe de Suco gewählt und 2009 und 2016 in seinem Amt bestätigt.